# I'd Rather Leave While I'm In Love
I'd Rather Leave While I'm In Love é uma canção escrita por Peter Allen e Carole Bayer Sager, e popularizada por Rita Coolidge em 1979, e regravada por uma série de outros artistas.